# Парламентские выборы в Гватемале (1944, октябрь)
Парламентские выборы в Гватемале проходили 13 октября 1944 года для заполнения 5 вакансий в Конгрессе. Выборы в Конгресс были откровенно сманипулированы, чтобы обеспечить избрание кандидатов от правительства.
Следуя примеру своему предшественнику Хорхе Убико, президент Понсе Вайдес сфальсифицировал выборы в Конгресс таким образом, что правительственный партийный список получил буквально 48 530 голосов, хотя общее число бюллетеней было всего 44 571! Кандидаты от Прогрессивной либеральной партии легко получили все пять доступных мест в Конгрессе.
20 октября 1944 года молодые армейские офицеры свергли президента Понсе в результате молниеносного переворота. Хунта немедленно распустила законодательный орган и установила даты трёх выборов: 3-5 ноября — выборы в Конгресс; 17-19 декабря — президентские выборы, а 28-30 декабря — в Учредительное собрание.